# Zubizuri
Zubizuri ist eine Fußgängerbrücke und eine der Sehenswürdigkeiten der baskischen Stadt Bilbao in Spanien.
Sie überspannt den Nervión, auch Ría de Bilbao genannt, und verbindet die Uferpromenade Paseo de Uribitarte am linken mit dem Paseo Campo Volantin am rechten Ufer. Sie wird deshalb auch als Puente del Campo Volantín bezeichnet.
Etwa 450 m flussabwärts steht das Guggenheim-Museum und die Puente La Salve.
Ihr Name ist Baskisch und bedeutet Weiße Brücke.

## Beschreibung
Die von Santiago Calatrava 1990 entworfene und zwischen 1994 und 1997 errichtete Stabbogenbrücke ist 75 m lang und führt ihren 4 m breiten Gehweg in einer Biegung über den Fluss. Der Gehweg hängt an einem schlanken, schräg gestellten parabelförmigen Stahlrohr-Bogen, der die ganze Länge der Brücke überspannt. Er hat eine Pfeilhöhe von 15,3 m. Der Bogen trägt mit seinen ebenfalls schrägen 39 Hängern den Versteifungsträger, auf dem der transparente Gehweg befestigt ist. Der Versteifungsträger ist im Wesentlichen ein fast gerades Stahlrohr, das mit den Enden des Bogens verbunden ist und mit seinen Kragarmen und seitlichen Begrenzungsrohren die für die Verankerung der Hänger notwendige Breite erreicht. An beiden Ufern führen Treppen und Rampen zu der Brücke hinauf, die hoch gelegen ist, um Schiffe passieren zu lassen.

## Geschichte
Nach der Eröffnung der Brücke gab es Probleme mit dem transparenten Gehweg der Brücke, da der Glasboden und die Edelstahlbänder, die die Glasfelder einfassen, bei Nässe sehr rutschig waren. Außerdem zerbrachen einzelne der transparenten Elemente durch Temperaturschwankungen. Nach anfänglichen Versuchen mit anderen Materialien löste man das Problem schließlich durch das Verlegen eines rutschfesten Teppichs aus Kunststoff.
Als im Zuge der weiteren Stadtentwicklung die beiden von dem japanischen Architekten Arata Isozaki entworfenen Hochhäuser des Isozaki Atea (Isozaki Tor) gebaut wurden, ließ die Stadt 2006 von Isozaki auch einen Steg zur horizontalen Verbindung der Zubizuri über die Straße und die Trambahngleise mit einem der Hochhäuser bauen. Calatrava verklagte die Stadt 2007 wegen Verletzung seines Urheberrechts. Das Gericht genehmigte schließlich den Verbindungssteg, sprach Calatrava aber eine Entschädigung von 30.000 Euro zu, die Calatrava der örtlichen Casa de Misericordia spendete.